# Tinatin Kajrishvili
Tinatin Kajrishvili (nacida en  Tiflis, el 28 de mayo de 1978) es una directora de cine, guionista y productora georgiana.

## Biografía
Primero se formó en la Facultad de Cine y Televisión de la Universidad Estatal de Teatro y Cine Chota Roustavéli de Tiflis, antes de seguir cursos en el extranjero, en Bruselas en concreto con los Emprendedores Audiovisuales (EAVE).
En 2012, en su cortometraje Rêve de Paris, profundizó en su conocimiento de la cultura francesa: el guion presenta el concurso de lengua francesa organizado en Kajetia, cuyo ganador obtiene un viaje a París (historia real). Dos años más tarde, estrenó su primer largometraje, Brides según su título en inglés, una producción franco-georgiana apoyada por el CNC francés, que trata el tema de las mujeres georgianas cuyas parejas están en prisión.

## Filmografía
- Brides (2014)
- Horizonti (2018)
- Santo ciudadano (2023)